# Québec
 For alternative betydninger, se Québec (by).
Québec (fransk: Québec, engelsk: Quebec) er en provins i det østlige Canada med 8,2 millioner indbyggere, som hovedsagelig er fransktalende. Québec er den eneste provins i Canada, hvor fransk er det eneste regionale officielle sprog. Québec er den næstmest folkerige provins i Canada, efter Ontario. Det meste af befolkningen er bosat ved Saint Lawrence-floden, især mellem Montreal og Ville de Québec.
Længe har provinsens naturlige ressourcer været fundamentet i Québecs økonomi, men efterhånden har vidensøkonomien fået en stor rolle: Eksempelvis flyindustri, informations- og kommunikationsindustri og medicinalindustri. Provinsen har den næststørste økonomi i Canada, kun overgået af Ontario.

## Etymologi
Navnet Québec kommer fra det indianske ord "kébec", som betyder "hvor floden bliver smallere". Navnet refererede oprindeligt kun til området omkring Québec City, hvor Saint Lawrence-floden snævrer ind. Tidlige variationer i navnet inkluderer Québecq (1601) og Kébec (1609). Den franske opdagelsesrejsende Samuel de Champlain, som grundlagde den franske koloni Ny Frankrig, valgte navnet Québec i 1608. Provinsen bliver nogle gange refereret til som "La Belle Provence" (Den smukke provins).

## Geografi
Québec ligger i det østlige Canada. Provinsen optager næsten tre gange så meget plads som Texas eller Frankrig, men de fleste områder er tyndtbefolkede.
Den største by er Montréal, mens hovedstaden er Québec. Arealet er på cirka 1.667.441 km2 og er således den største af de Canadas 10 provinser. Geografien varierer meget fra område til område på grund af den enorme størrelse. Jordtyper og afstand til havet har stor betydning for både flora og fauna i de enkelte områder: Især i den nordlige del med det vidtstrakte, bakkede og sørige grundfjeldsområde det canadiske skjold.
Québec er mod vest omgivet af Ontario, Hudsonbugten og Jamesbugten. Mod nord af Hudson Strait og Ungavabugten. Mod øst af Saint Lawrence-bugten samt provinserne Newfoundland and Labrador og New Brunswick. Mod syd grænser Québec op mod de amerikanske delstater Maine, New Hampshire, New York og Vermont. Desuden deler Québec grænser på havet med Nunavut, Prince Edward Island og Nova Scotia.

### Topografi
Québecs højeste punkt ligger i 1.652 meters højde og hedder Mont d'Iberville (engelsk: Mount Caubvick). Det ligger på grænsen til Newfoundland and Labrador i den nordøstlige del af Québec.
Den mest befolkede region er Saint Lawrence-lavlandet omkring floden af samme navn i den sydligste del af provinsen. Området er lavtliggende og fladt, på nær et bakket område i nærheden af Montréal kaldet Collines Montérégiennes. Området opstod som en sprækkedal for omkring 100 år siden og oplever sjældne, men kraftige, jordskælv. Den nyeste del af undergrunden er dannet for 14.000 år siden under den seneste istid, der i Nordamerika er kendt som Wisconsin. Kombinationen af en rig og frugtbar jord og Québecs relativt varme vejr gør dalen til provinsens mest frugtbare landbrugsområde. De store løvfældende skove i dette område producerer hvert forår det meste af Canadas ahornsirup.
Mere end 95 % af Québecs areal ligger på det canadiske skjold. Det er generelt et relativt fladt landskab, dog med mindre bjergkæder såsom Laurentides i det sydlige del, Monts Otish i den centrale del af Québec og Monts Torngat ved Ungavabugten. Topografisk er skjoldet formet efter gletsjerne under den seneste istid med store aflejringer af sand, kampesten og grus. Det canadiske skjold har et komplekst hydrologisk system med over en million søer, floder og mindre vandløb. Området er rigt på naturressourcer, der danner baggrund for skovbrug, minedrift og vandkraftværker.
I den sydligste del af Québec ligger en del af den mere end 2.000 kilometer lange bjergkæde Appalacherne, som strækker sig fra Newfoundland and Labrador til Alabama. Delen i Québec er næsten 800 kilometer lang, og de højeste tinder er omtrent 1.000 meter høje.

### Hydrografi
Québec har en af verdens største ferskvandsreserver, og ferskvand dækker cirka 12 % af provinsens areal.Provinsen har mere end en halv million søer, heraf 30 med et overfladeareal på mere end 250 km2, samt 4.500 floder. Den største vandmængde i Québec, bortset fra havene, er Caniapiscau Reservoir, der opstod i forbindelse med James Bay-projektet. Lake Mistassini er den største naturlige sø i provinsen.
Saint Lawrence-floden har nogle af verdens største indlandshavne, såsom Montréal, Trois-Rivières og Ville de Québec. Floden giver adgang til Atlanterhavet og det indre af Nordamerika. Siden 1959 har Saint Lawrence Seaway været den primære forbindelse mellem Atlanterhavet og De Store Søer. Nordøst for Ville de Québec breder Saint Lawrence-floden sig ud og danner verdens største mundingsområde (æstuarium), som er hjemsted for mange arter af hvaler, fugle og fisk. Floden udmunder i Saint Lawrence-bugten. Her ligger et væld af fiskerlandsbyer og mindre havne, i regionerne Bas-Saint-Laurent, Côte-Nord og Gaspésie.

### Klima
Québec har tre primære klimazoner. Det sydlige og vestlige Québec, hvor størstedelen af befolkningen bor, har fugtigt kontinentalklima (Köppens klimaklassifikation:Dfb) med fire meget forskellige årstider med varme og fugtige vintre og snerige, kolde vintre. Klimaet er primært påvirket af vejret fra det centrale Canada, der bevæger sig østpå, og vejret i det nordlige USA, der bevæger sig nordpå. Der er meget nedbør året rundt, og de fleste områder modtager mere end 1.000 millimeter nedbør og ofte mere end tre meter sne om året. Om sommeren er der ofte farligt vejr i form af tornadoer og kraftigt tordenvejr.
Det centrale Québec har som regel et subpolarklima (Köppen:Dfc). Vintrene er lange, kolde og snerige, mens somrene er varme, men korte. Der er også mindre nedbør end i den sydlige del af provinsen.
Det nordlige Québec har polarklima (Köppen: ET) med ekstremt kolde vintre og korte og ikke særligt varme somre. Den primære indflydelse i området stammer fra de kolde, arktiske havstrømme, eksempelvis Labradorstrømmen, der fører koldt vand ned fra Nunavut og Grønland. Grønland ligger ikke mere end 500 kilometer væk fra den nordligste del af provinsen.
De fire årstider i Québec er forår, sommer, efterår og vinter. Der er afhængigt af årstiden store forskelle på dagslys, temperatur og nedbør. I de nordligste dele af provinsen kan man opleve nordlys.

## Historie

### Ny Frankrig
Inden europæerne begyndte koloniseringen af Nordamerika levede her algonkin-indianere, irokesere og inuitter.
Omkring 1522-1523 overtalte den italienske opdagelsesrejsende Giovanni da Verrazzano Frans 1. af Frankrig til at finansiere en ekspedition, der skulle finde den vestlige søvej til Kina. I 1534 plantede Jacques Cartier det franske flag ved udmundingen af Saint Lawrence-floden. Men det var ingen let sag for Frankrig at kolonisere området omkring floden. Først i 1608 grundlagde Samuel de Champlain den første større by i regionen, Ville de Québec som en permanent handelspost. Den altdominerende handelsvare var pels fra bæver, bjørn og andre dyr, som blev fanget i fælder. Indianere byttede deres skind til luksusvarer fra Europa, såsom metal, geværer, tøj og alkohol.
Opdagelsesrejsende og katolske missionærer udforskede de følgende årtier området i kanoer og kortlagde store dele af det sydlige Québec. Der opstod handelsposter ved De Store Søer, Hudsonbugten og Saskatchewan River. I 1663 blev hele provinsen erklæret kongens ejendom af Ludvig 14. af Frankrig.

### Syvårskrigen
I 1756 kæmpede Storbritannien og Frankrig mod hinanden over hele verden i Syvårskrigen. I 1758 angreb Storbritannien Ny Frankrig og erobrede det franske fort ved Louisbourg. Den 13. september 1759 vandt briterne over franskmændene i Slaget ved Abrahams sletter. Ved Freden i Paris (1763) overgav Frankrig alle sine nordamerikanske besiddelser til Storbritannien, med undtagelse af de små øer Saint-Pierre og Miquelon ved Newfoundlands kyst, som den dag i dag hører til Frankrig. Samme år omdøbte briterne provinsen til Quebec.
I 1867 blev Canada officielt til et land, dog delvist styret af Storbritannien. Ontario og Québec var de to første provinser, og efterhånden fulgte de andre med.

### Kampen for suverænitet
Siden 1960 har der i Québec været en løbende debat om, hvilken rolle den fransktalende provins skal spille i det overvejende engelsktalende Canada. Debatten hander især om at sikre provinsen større suverænitet.
I 1970'erne og 80'erne opstod der gnidninger med de øvrige canadiske provinser om det franske sprogs status. Da Canadas forfatning i 1982 blev ændret, nægtede Québec at ratificere den. Parti Québecois (dansk: Det Quebecske Parti) har afholdt folkeafstemninger om løsrivelse fra Canada i 1980 og 1995. Begge gange blev resultatet et nej, den sidste afstemning dog med en meget snæver margin. Analyser af afstemningerne viser, at der i den fransktalende del af befolkningen i begge tilfælde var flertal for løsrivelse. I 2006 vedtog House of Commons of Canada en symbolsk erklæring, der gjorde "Québecois a nation within a united Canada." Canada er således i dag en multinational stat.